# Aloisie Faktorová
Aloisie Faktorová (20. června 1912 – ?) byla česká a československá politička Komunistické strany Československa a poúnorová poslankyně Národního shromáždění ČSSR a Sněmovny lidu Federálního shromáždění.

## Biografie
Ve volbách roku 1960 byla zvolena za KSČ do Národního shromáždění ČSSR za hlavní město Praha. Mandát obhájila ve volbách v roce 1964. V Národním shromáždění zasedala až do konce volebního období parlamentu v roce 1968. K roku 1968 se uvádí profesně jako dělnice z Prahy -Žižkova.
Po federalizaci Československa usedla roku 1969 do Sněmovny lidu Federálního shromáždění (volební obvod Praha 3-Žižkov), kde setrvala do konce volebního období, tedy do voleb roku 1971.